# Anton Kothgasser
Anton Kothgasser, född den 9 januari 1769 i Wien, död där den 2 juni 1851, var en österrikisk porslins- och glasmålare.
Kothgasser var porslinsmålare vid Wiener Porzellanmanufaktur 1784–1840 och vid sidan om verksam som Hausmaler på glas. Som glasmålare målade han främst minnesbägare med genremotiv och landskapscener. Kothgasser målade även glasfönster.